# Ziekte van Forestier
De ziekte van Forestier of hyperostosis ankylosans vertebralis senilis ('ouderdomsgerelateerde stijfheid van de wervelkolom door overmatige botweefselvorming') is een skeletafwijking waarbij door overmatige botweefselvorming karakteristieke afwijkingen ontstaan, vooral in de wervelkolom en op plaatsen waar ligamenten en pezen aan het bot vastzitten. De ziekte behoort tot de spondylartropathieën.

## Ontdekking en naamgeving
De ziekte is vernoemd naar de Franse internist Jacques Forestier (1890-1978) die samen met de Spaanse reumatoloog Jaume Rotés Querol (1921-2008) in 1950 voor het eerst deze aandoening beschreef. De naam DISH werd in 1975 voorgesteld door Donald Resnick.

## Etiologie
Het is een ziekte die klinisch, radiologisch en pathologisch onderscheiden kan worden van andere ziekten. Het zou kunnen dat deze aandoening echter geen ziekte is als zodanig, maar eerder een kwetsbare toestand van het lichaam waarin overmatig botweefsel wordt gevormd als gevolg van prikkels die bij andere mensen slechts een matige botvorming zouden veroorzaken. Botweefsel wordt gevormd op plaatsen waar het bot spanning ondervindt. Deze plaatsen zijn over het algemeen daar waar ligamenten en pezen aan het bot vastzitten. Dit soort botweefselvorming kan vooral plaatsvinden in de wervelkolom, maar ook op andere plaatsen in het lichaam, zoals (in aflopende volgorde van voorkomen) de pelvis, hiel, voet, elleboog, hand/pols en knie.

## Symptomen
De ziekte zou vooral 's ochtends en bij kou klachten zoals stijfheid van de borst- en lendenwervelkolom, rugpijn, verminderde mobiliteit, kwetsbaarheid en toenemende pijn bij bewegen veroorzaken, dit is echter niet bewezen. Men kan ook pijn in de hiel ervaren omdat bij botaangoei aan de hiel het volledige lichaamsgewicht hierop rust. De aandoening kan niet uit enkel de voorgeschiedenis of lichamelijk onderzoek worden aangetoond. Bij mensen met morbus Forestier zou vaker overgewicht en een lichte vorm van diabetes mellitus voorkomen.

## Incidentie, prevalentie, risico
Morbus Forestier komt vooral voor bij personen ouder dan 50 jaar met een gemiddelde leeftijd van 65 jaar. Deze ziekte manifesteert bij mannen tweemaal vaker dan bij vrouwen. Ongeveer 19% van de mannen, en 4% van de vrouwen boven de 50 jaar in de Verenigde Staten heeft m. Forestier, en ongeveer 12% van de mensen boven de 65 jaar. In Nederland komt het voor bij 17% van de mensen boven de 50 jaar.
Het komt zelden voor op jongere leeftijd. Het wordt geassocieerd met diabetes mellitus, obesitas, hypertensie en jicht.
De ziekte Forestier komt behalve bij mensen ook veelvuldig voor bij dieren. Het zou voorkomen bij 1-3% van de bavianen en apen, en tevens in gorilla's, beren, kamelen, paarden, bizons en walvissen. Het zou tevens zijn voorgekomen bij dinosauriërs. Het zou bij 15-25% van de oudere zoogdieren voorkomen.

## Diagnose
Betrokkenheid van de wervelkolom wordt vastgesteld aan de hand van drie criteria. Deze criteria hebben onder andere tot doel andere aandoeningen van de wervelkolom uit te sluiten.
1. De aanwezigheid van kalk of bot aan de voor- of buitenzijde (anterolateraal) van ten minste vier opeenvolgende wervels. De vorm van deze kalk of botvorming is veelal golvend (zie afbeelding), echter dit is niet noodzakelijk voor het vaststellen van de aandoening.
2. Behoud van tussenwervelschijf dikte. Zo goed als geen degeneratie van de tussenwervelschijf.
3. Geen ankylose van het apofysaire gewricht en erosie van het sacro-iliacale gewricht, sclerose of intra-articulaire ossale fusie.

Aandoeningen die veel lijken op de ziekte van Forestier zijn de ziekte van Bechterew en artrose. Om deze aandoeningen uit te sluiten wordt een bloedonderzoek gedaan.

## Radiografische bevindingen
Bij radiologisch onderzoek kan in een vroeg stadium overmatige botafzetting gezien worden aan de voorzijde van de wervels. Langzaamaan worden dit uitstulpingen die de intervertebrale ruimte overspannen. Hierdoor ontstaat een kenmerkend golvend patroon dat men bij een zijwaartse opname kan zien. De botafzettingen kunnen zowel grof als vloeiend zijn en de dichtheid van de botafzettingen kan sterk verschillen. De botafzettingen kunnen onderbroken worden door minder dichte delen, dit zijn uitstulpingen van de tussenwervelschijf.

### Cervicale wervelkolom
In de cervicale wervelkolom komen de afzettingen zowel links als rechts aan de voorzijde van de welvelkolom voor en in een minderheid van de gevallen ook aan de achterzijde.

### Thoracale wervelkolom
Afwijkingen bij de ziekte van Forestier worden het meest gezien in de thoracale wervelkolom en dan vooral tussen de zevende en elfde thoracale wervel. Botvorming vindt plaats aan de voorzijde van de wervels en in sterkere mate rechts dan links. Het is vooral rechts omdat links de pulseringen van de aorta excessieve neerslag van calcium tegengaan.

## Behandeling

### Medicamenteus
Er zijn geen medicijnen die Forestier kunnen genezen. Behandeling met medicijnen is er vooral op gericht om klachten te verminderen zoals pijn. Verder is de gedachte dat gebieden in de rug ontstoken kunnen raken en dat dit klachten geeft en mogelijk verdere verergering, hoewel een causaal verband niet is bewezen. Ontsteking kan worden bestreden met ontstekingsremmers.

### Niet-medicamenteus
Fysiotherapie en manuele therapie laten een vermindering zien van pijn en een verbetering in de beweeglijkheid van de rug.
Logopedie kan worden ingezet bij dysfagie. Behandeling is erop gericht om de slikfunctie te optimaliseren om zo aspiratie te voorkomen.
Verder wordt er sinds circa 2014 enkel keer per jaar door orthopedisch chirurg samen met neurochirurg geopereerd in Nederland waarbij vooral in de hals/nek wildgroei wordt verwijderd om grote slikproblemen (en daarop volgend ademproblemen) te voorkomen, waarbij de grens van 3,5cm wildgroeidikte richting strottenhoofd in 2013-2019 het criterium was. Het is te allen tijde een twee-specialisten-operatie ivm de kans op verlamming stembanden en slikreflexsysteem.
Daarnaast worden sinds circa 1995 steeds vaker metalen bruggen geplaatst over zwakkere wervels waarbij DISH weliswaar een extra risico is omdat extra botvorming zoals DISH ook vaker kan leiden tot verzwakking van botkernen van wervels waardoor het plaatsen van schroeven (tbv de lengte-draden of smalle lengte-plaathes ) dieper en meer moet, met dus diverse risico's tijdens de operatie ( plaatsing van in feite extern rugdragend/zettend/fixerend) skelet/rugdeel.